# NML Cygni
NML Cygni ou V1489 Cygni é uma estrela hipergigante vermelha e uma das maiores estrelas conhecidas com cerca de 1 650 raios solares ou 7,67 UA. É uma das supergigantes mais luminosas. Sua distância da Terra é estimada em 1,6 kpc ou cerca de 5 300 anos-luz.

## História de observação

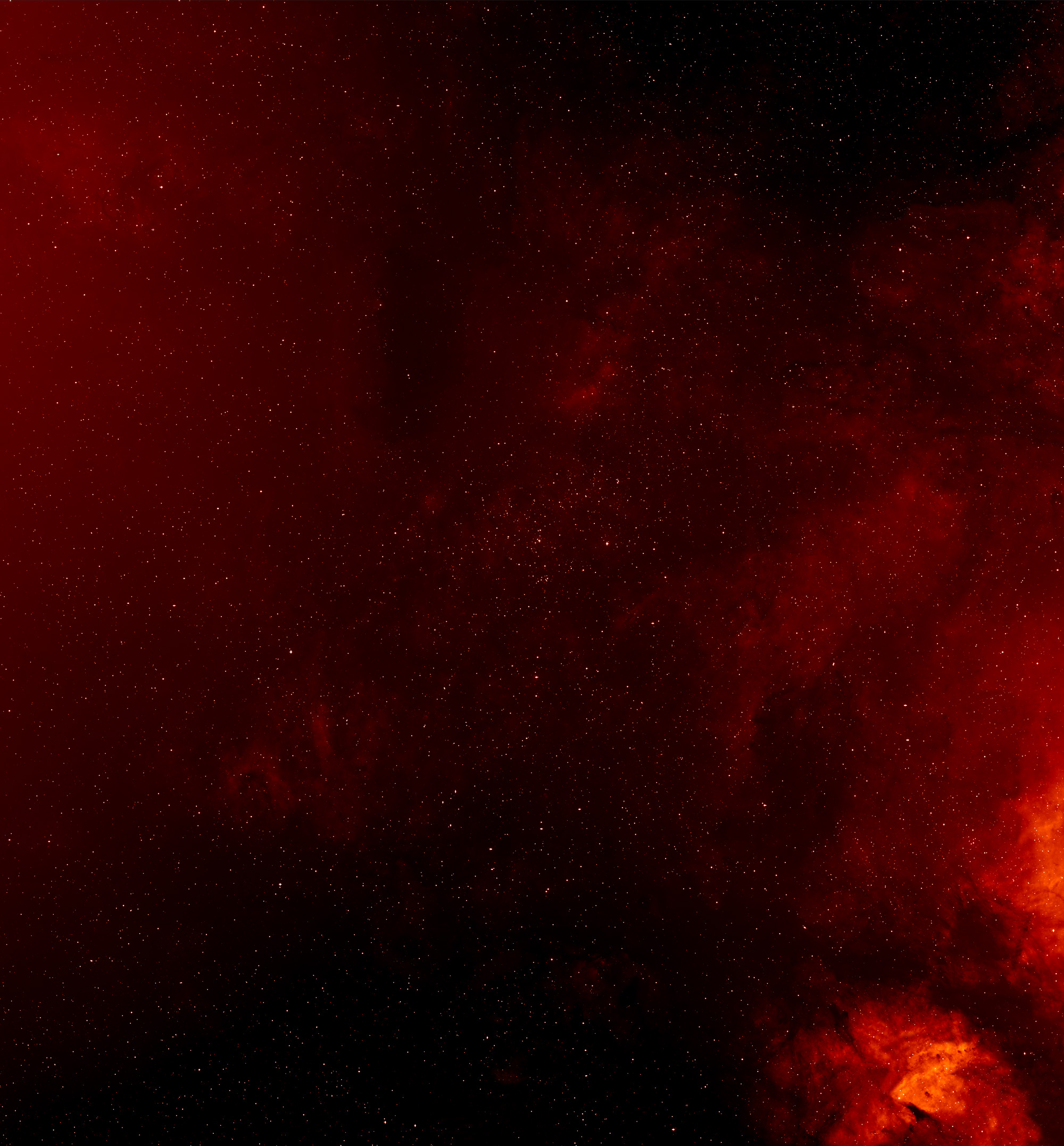
Imagem clara de Cygnus OB2, a constelação estelar na qual o NML Cygni está localizado.

O NML Cygni foi descoberto em 1965 por Neugebauer, Martz e Leighton, que descreveram duas estrelas luminosas extremamente vermelhas, sendo sua cor consistente com uma temperatura corporal preta de 1 000 K, que é equivalente á 726,85 °c. O nome NML vem das siglas dos nomes desses três descobridores. A segunda estrela foi brevemente referida como NML Tauri
mas agora é conhecido como IK Tauri, uma M9 variável Mira. Desde então, a NML Cygni também recebeu a designação V1489 Cygni devido às pequenas variações semi-regulares de brilho, mas ainda é mais comumente referido como NML Cygni. Sua composição começou a ser revelada com a descoberta de OH masers (1 612 MHz) em 1968.